# Lin Hu (caudillo)
Lin Hu (en chino, 林虎; 1887–1960) fue un caudillo de la Antigua camarilla de Guangxi durante la Era de los señores de la guerra de la República de China y Gobernador Militar de la Provincia de Guangdong entre mayo de 1924 y julio de 1925.

## Biografía

### Primeros años y carrera
Lin Hu nació en 1887 en Luchuan, Guangxi, China. Se unió a la Alianza Revolucionaria China en 1906, convirtiéndose en Comandante de Brigada tras la fundación de la República de China. Se unió a la "Segunda Revolución" contra Yuan Shikai en 1913, sirviendo como comandante.
Cuando la revolución falló, Lin huyó a Japón y se unió al Partido Revolucionario Chino. Posteriormente, se fue al sur y se unió a Sun Yat-sen hasta 1922, cuando se pasó al bando de Chen Jiongming, quien lo nombró Gobernador Militar de Guangdong entre 1924 y 1925. Escapó a Shanghái tras la derrota de Chen en 1925.

### Política
Lin Hu se convirtió en miembro del Yuan Legislativo (parlamento) tras la Segunda Guerra Mundial y fue elegido vicepresidente de la Conferencia Política Consultiva Provincial de Guangxi, después de la victoria de los comunistas en la guerra civil china. Fue también miembro del Comité Permanente de la Conferencia Consultiva Política del Pueblo Chino. Falleció en febrero de 1960.